# Управление советским имуществом в Австрии
Управление советским имуществом в Австрии (УСИА) — фактически советский концерн, объединявший более 300 предприятий на территории советской зоны оккупации Австрии, образованный из конфискованной собственности Рейха. Основы деятельности Управления были заложены на Потсдамской конференции, где оккупационным державам было разрешено взимать репарации с подчинённых им территорий.
В состав УСИА входили как крупные частные и государственные объекты промышленности (австрийские подразделения AEG, OSRAM), в том числе и бывшие предприятия СС, использовавшие рабочую силу узников концлагерей («Deutsche Erd- und Steinwerke (DEST)» в концентрационных лагерях Гузен на Маутхаузене и в Санкт-Георгене и Гузене) , так и небольшие компании, киностудия, гостиницы и ремесленные мастерские. Предприятие УСИА в Санкт-Георгиен и Гусен называлось Гранитверке Гусен. Конфискованные предприятия полностью контролировались советской администрацией и считались закрытыми объектами. На предприятиях УСИА работало более 53 тысяч человек.
Штаб-квартира УСИА находилась в венском Траттнерхофе, а центральный коммерческий отдел, отвечавший за внешнюю деятельность Управления, находился на площади Шварценбергплац (нем. Schwarzenbergplatz). Учреждённое в соответствии с советскими принципами экономики УСИА функционировало как настоящее рыночное предприятие.
Работники УСИА получали высокую заработную плату. Австрийское население охотно пользовалось магазинами, принадлежавшими УСИА, поскольку цены на товары повседневного спроса в них были значительно ниже рыночных цен.
На заводах УСИА работало много австрийских коммунистов. После октябрьских забастовок 1950 г. коммунисты массово увольнялись со своих предприятий и по большей части смогли найти работу только на предприятиях УСИА.
Отличительной чертой предприятий УСИА и после вывода советских войск с территории Австрии долгое время являлись организованные при них детские сады, которые для Австрии того времени были большой редкостью.
Целью УСИА было максимальное извлечение капитала из своих предприятий. Многие советские управляющие предприятий УСИА постоянно находились в двойственном положении: выполняя поставленные планы и установки своего руководства, они были обязаны не допустить развала предприятий. На предприятиях УСИА не проводилось реинвестирование средств, отсутствовали и инвестиции на модернизацию и рационализацию производства, так как вся прибыль перечислялась в Советский военный банк, который выдавал отдельным предприятиям ссуды под внушительный процент (до 20%). Предприятия УСИА облагались налогами по действующим в Австрии процентным ставкам, однако не государством, а советской администрацией. По этим и другим причинам на момент передачи предприятий УСИА австрийскому государству в 1955 г. некоторые из них находились на грани банкротства.
Демпинговые цены в магазинах УСИА, выведенных из-под действия австрийского законодательства и освобождённых от налогов, серьёзно влияли на послевоенную экономику Австрии. По бросовым ценам в 50-е гг. продавались не только повседневные товары, но предметы роскоши, как, например, нейлоновые чулки и швейцарские часы. Дополнительным источником дохода УСИА была торговля алкоголем и табачными изделиями на чёрном рынке. Типичная атмосфера австрийской столицы конца 40-х — начала 50-х гг. великолепно показана в фильме «Третий человек» , снятом по сценарию Грэма Грина,  и одноимённом романе, написанном по этому сценарию.
После принятия Декларации о независимости Австрии предприятия УСИА были проданы австрийскому государству за 150 млн долларов, выплаченных в течение шести лет. Эти репарации поступали в СССР также в форме поставок товаров, например маневровых локомотивов, грузовых автомобилей и автобусов. За возврат своих нефтяных и газовых месторождений Австрия выплатила СССР 200 млн долларов[уточнить] за счёт поставок нефти.